# Seznam ameriških abolicionistov
Seznam ameriških aboliconistov.

## A
- Louisa May Alcott

## B
- Henry Ward Beecher
- Elizabeth Blackwell
- John Brown (abolicionist)

## C
- Zachariah Chandler
- Maria Weston Chapman
- Lydia Child
- Cassius Marcellus Clay (abolicionist)
- Levi Coffin
- Martin F. Conway

## D
- Richard Henry Dana mlajši
- Martin R. Delany
- Richard Dillingham
- William E. Dodge
- Frederick Douglass

## F
- Calvin Fairbank
- James Forten
- Benjamin Franklin

## G
- Thomas Garrett
- William Lloyd Garrison
- Sestre Grimke
- Angelina Emily Grimke
- Sarah Grimke
- Charlotte Forten Grimké

## H
- Hinton Rowan Helper
- Thomas Wentworth Higginson
- Julia Ward Howe
- Samuel Gridley Howe

## J
- Harriet Ann Jacobs
- Absalom Jones

## L
- Elijah P. Lovejoy
- James Russell Lowell
- Maria White Lowell
- Benjamin Lundy

## M
- Horace Mann
- Alfred B. Meacham
- James Mott
- Lucretia Mott

## N
- Dangerfield Newby
- Clarina I. H. Nichols

## P
- Charles C. Painter
- John Parker (abolicionist)
- Wendell Phillips
- John Wesley Posey

## R
- John Rankin (abolicionist)
- Josephine Ruffin

## S
- William Still
- Gerrit Smith
- Joseph Smith mlajši
- Silas Soule
- Lysander Spooner
- Elizabeth Cady Stanton
- Henry Stanton
- Harriet Beecher-Stowe

## T
- Arthur Tappan
- Lewis Tappan
- Samuel F. Tappan
- Henry David Thoreau
- Sojourner Truth
- Harriet Tubman

## W
- Theodore Dwight Weld
- Passmore Williamson
- John Woolman